# Christian Heidrich
Christian Heidrich (* 3. Juli 1960 in Bierawa, Polen) ist ein deutscher Theologe, Publizist und Übersetzer aus dem Polnischen.

## Leben
Heidrich wuchs in Opole auf. Nach einem Studium der Philosophie und Theologie arbeitete Heidrich in der Seelsorge der katholischen Kirche und promovierte 1994 zum Dr. theol. mit der Arbeit Leszek Kołakowski zwischen Skepsis und Mystik. Diese Arbeit wurde an der Universität Freiburg im Breisgau mit dem Bernhard-Welte-Preis ausgezeichnet. Zwei Jahre zuvor hatte er im Zusammenhang eines Kardinal-Bertram-Stipendiums die Studie Carlo Bayer. Ein Römer aus Schlesien und Pionier der Caritas Internationalis vorgelegt. Ein zentrales Kapitel beschäftigt sich mit dem Biafra-Krieg, an dessen karitativer Bewältigung Bayer beteiligt war.
2002 publizierte Heidrich das Buch Die Konvertiten. Über religiöse und politische Bekehrungen. Anhand zahlreicher biographischer Fälle entfaltete der Autor die These, dass sich die Wertigkeit einer Konversion nur an ihren Auswirkungen erkennen lasse. Das Werk wurde in zahlreichen Publikationen im In- und Ausland rezensiert. 2006 erschien ein Auswahlband seiner biblischen Meditationen Auf der Suche nach der Glut. Essays zum Evangelium.
Heidrich schreibt für die Zeitschriften Christ in der Gegenwart, Sinn und Form und Akzente. Außerdem übersetzt er Gedichte aus dem Polnischen, insbesondere von Czesław Miłosz. Seit 2001 unterrichtet er auch katholische Religion am Leibniz-Gymnasium in Östringen.

## Schriften
- Die Konvertiten. Über religiöse und politische Bekehrungen. Carl Hanser Verlag, München 2002, ISBN 3-446-20147-5.[2]
- Leszek Kołakowski. Zwischen Skepsis und Mystik. Neue Kritik, Frankfurt 1995, ISBN 3-8015-0280-5.
- Wo bitte geht’s nach Königsberg? Eine Wanderung von West nach Ost. EOS, St. Ottilien 2017, ISBN 978-3-8306-7831-1.[3]
- Hunde des Himmels. Gedichte. Echter Verlag, Würzburg 2021, ISBN 978-3-429-05555-4.
- Warum ich ein Christ bin. Patmos Verlag, Ostfildern 2025, ISBN 978-3-8436-1537-2.